# قرار مجلس الأمن التابع للأمم المتحدة رقم 211
قرار مجلس الأمن التابع للأمم المتحدة رقم 211، الذي اعتمد يوم 20 سبتمبر 1965. بعد عدم تلبية الدعوات لوقف إطلاق النار في القرارين 209 و 210، طالب المجلس ببدء سريان وقف إطلاق النار في الساعة 0700 بتوقيت غرينتش يوم 22 سبتمبر، وانسحاب القوتين إلى المواقع التي كانت قبل 5 أغسطس. وطلب المجلس من الأمين العام ضمان الإشراف على وقف إطلاق النار، ودعا جميع الدول إلى الامتناع عن أي عمل من شأنه أن يؤدي إلى تفاقم الوضع. وقرر المجلس أيضا أنه بمجرد التوصل إلى وقف لإطلاق النار، سينظر في الخطوات التي يمكن اتخاذها للمساعدة في تسوية المشكلة السياسية الكامنة وراء الصراع.
وقد اتخذ القرار بأغلبية عشرة أصوات، مع امتناع الأردن عن التصويت.